# 许学强 (1939年)
许学强（1939年11月10日—），男，湖北公安人，中华人民共和国学者和教育官员，曾任中山大学教授、党委书记、副校长，中国地理学会副理事长，第九届全国政协委员。